# 에드몬도 파브리
에드몬도 파브리(이탈리아어: Edmondo Fabbri, 1921년 11월 16일 ~ 1995년 7월 8일)는 이탈리아의 축구 선수이자 축구 감독인 인물이다. 현역 시절 포지션은 윙어였으며 발이 빠른 선수로 유명했다고 한다.

## 선수 경력
에드몬도 파브리의 선수 시절은 그다지 화려하지 않았다. 옆의 약력을 보면 알 수 있듯이 1938년부터 1957년까지 19년 동안 선수 생활을 했는데 무려 11개 구단을 전전했던 저니맨이었다. 가장 오랫동안 있었던 곳이 1951년부터 1955년까지 4년 동안 활동했던 파르마 칼초 1913이었고 대부분 1년 있다가 다른 구단으로 옮기는 식으로 여러 곳을 전전했다. 선수 시절 포지션은 윙어였으며 준족으로 유명한 선수였다고 한다. 4부 리그인 세리에 D에 있던 만토바 FC에서 마지막 선수 생활을 보냈고 36세였던 1957년에 현역에서 은퇴하고 지도자의 길로 들어갔다.

## 지도자 경력

### 클럽 지도자 경력
그가 처음으로 지휘봉을 잡은 곳은 선수 시절 마지막 커리어를 보냈던 만토바 FC였다. 당시 만토바는 4부 리그인 세리에 D에 있었는데 에드몬도 파브리는 이 팀을 5년 동안 이끌면서 두각을 나타냈다. 하나씩 하나씩 순위를 끌어올린 만토바는 마침내 1961-62 시즌에 1부 리그인 세리에 A로 승격하는 기쁨을 맛보게 되었다. 아직 40대 초반에 불과했던 파브리로서는 매우 성공적인 커리어였고 초보 지도자로서 매우 훌륭한 성적을 거둔 것이었다. 4부 리그 팀을 1부 리그까지 승격시킨 그는 단숨에 이탈리아 내에서 명장 반열에 오르게 되었고 이 때 공을 인정받아 1962년에 이탈리아 축구 국가대표팀 감독으로 임명되었다. 그러나 국가대표팀 감독으로서 파브리는 매우 처참한 시련을 맛보게 되었는데 자세한 내용은 아래 국가대표팀 감독 경력 문단에서 서술한다.
1966년 FIFA 월드컵에서 대회 최약체 조선민주주의인민공화국 축구 국가대표팀에 0 : 1로 패배하는 이탈리아 축구 역사상 최악의 치욕적인 역사를 쓴 파브리는 1년 간 근신 처분을 받아 어떤 팀의 감독직도 수행할 수 없었다. 그리고 징계가 풀린 뒤 1967년, 파브리는 토리노 FC 감독으로 취임해 명예 회복을 노렸다. 그리고 1968년에 그는 토리노 FC를 이끌고 코파 이탈리아에서 우승을 차지하며 2년 전 자신이 국가대표팀 감독으로서 받았던 치욕을 어느 정도 설욕하는데 성공했다. 다음 해인 1969년에 그는 토리노를 떠나 국가대표팀 감독 시절 대표팀의 주장이었던 자코모 불가렐리가 뛰는 볼로냐 FC 1909 감독으로 부임했다. 그리고 1970년에 볼로냐를 이끌고 다시 한 번 코파 이탈리아 우승을 차지했고 덧붙여 앵글로-이탈리안 리그컵 우승도 차지하며 클럽 감독으로서는 다시 한 번 성공적인 커리어를 보냈다.
1972년에 볼로냐를 떠나 칼리아리 칼초 감독으로 부임했으나 불과 1년만 감독직을 수행했고 1974년에 다시 토리노로 돌아갔다. 그러나 토리노 감독 2기의 성적은 썩 좋지 못했고 결국 1976년에 경질되었다. 그 이후 테르나나 칼초 감독으로 부임했으나 성적 부진으로 인해 시즌 중에 경질당했다. 그 이후 4년 간 휴식을 취하였고 1980년에 US 피스토이에세 1921 감독으로 선임되었으나 역시 성적 부진으로 1981년에 경질되었고 파브리 역시 축구계에서 은퇴했다.

### 국가대표팀 지도자 경력
1962년 FIFA 월드컵에서 1승 1무 1패의 성적으로 조 3위에 그치며 또 조별리그에서 탈락하는 굴욕을 맛본 이탈리아 축구 국가대표팀은 세리에 D에 있었던 만토바 FC를 세리에 A로 승격시킨 에드몬도 파브리의 지도력을 높이 사 신임 국가대표팀 감독으로 임명했다. 그리하여 에드몬도 파브리는 41세의 나이에 국가대표팀 감독이 되었다. 그가 이끄는 이탈리아 축구 국가대표팀은 무리없이 지역예선을 통과하며 1966년 FIFA 월드컵 본선 진출에 성공했다. 이탈리아는 이 대회에서 소련, 칠레, 조선민주주의인민공화국과 함께 4조에 속했다.
이탈리아의 첫 번째 상대는 전 대회에서 3위를 차지했던 칠레였다. 두 팀은 4년 전에도 맞붙었는데 집단 난투극을 벌이는 막장 경기 끝에 이탈리아가 0 : 2로 패배한 바 있었다. 하지만 이번에는 전반 8분, 산드로 마촐라의 선제골과 후반 43분에 터진 파올로 바리손의 쐐기골을 묶어 2 : 0으로 승리해 4년 전 패배를 설욕하는데 성공했다. 이렇게 순조로운 출발을 한 이탈리아는 소련과 2차전을 치르게 되었다. 두 팀은 모두 1승씩 기록한 상태여서 이 경기에서 이기는 팀이 조 1위로 올라갈 가능성이 높았다. 하지만 이탈리아는 소련을 상대로 90분 내내 무기력한 경기를 보인 끝에 0 : 1로 패배하고 말았다. 2차전까지 4조의 순위는 2승을 기록한 소련이 조 1위로 이미 8강 진출을 확정지었고 1승 1패의 이탈리아가 2위, 칠레와 조선민주주의인민공화국이 각각 1무 1패로 동률을 이루었으나 골 득실에서 앞선 칠레가 3위, 조선민주주의인민공화국이 4위에 있었다. 이탈리아로서는 조선민주주의인민공화국을 이기면 무조건 8강에 진출하고 비길 경우엔 소련이 칠레를 상대로 비기거나 이겨주어야 했다. 패배하면 다른 경기 결과에 상관없이 그대로 탈락이었다. 하지만 당시 기준으로 월드컵 우승을 2번이나 한 이탈리아가 아시아의 신규 출전국 조선민주주의인민공화국에 패배할 것이라고는 어느 누구도 예상하지 못했다.
그리고 조선민주주의인민공화국과의 조별리그 최종전이 열렸다. 파브리 감독은 조선민주주의인민공화국 선수들의 빠른 주력만 봉쇄하면 승리가 어렵지 않을 것이라고 판단해 주장 자코모 불가렐리에게 박두익을 봉쇄하도록 하고 자친토 파케티에게 한봉진을 봉쇄하도록 지시했다. 그러나 불행하게도 불가렐리와 파케티는 박두익과 한봉진의 스피드를 따라잡지 못했다. 특히 한봉진의 주력은 번개와도 같아서 카테나치오로 유명한 이탈리아 수비진들이 우왕좌왕 할 정도였다. 이탈리아는 시종일관 우세한 경기를 펼치며 공격을 퍼부었으나 좀처럼 조선민주주의인민공화국의 골문을 열지 못했다. 거기다 설상가상으로 전반 34분, 이탈리아의 주장 자코모 불가렐리가 북한의 라이트 하프 박승진에게 태클을 걸다 도리어 자신이 왼쪽 다리에 부상을 입으면서 경기를 뛸 수 없게 되고 말았다. 그 때문에 이탈리아는 그 때부터 10명이 뛰어야 하는 수적 열세에 놓이고 말았다.
그리고 전반 42분, 조선민주주의인민공화국의 공격수 박두익이 하정원의 헤더 패스를 받아 문전으로 쇄도한 후 오른발 땅볼로 강슛을 날려 선제골을 뽑아냈다. 주장 불가렐리가 부상으로 이탈한데다 선제 실점까지 하게 된 이탈리아는 평정심을 잃고 무작정 공격에만 돌입하며 자멸하고 말았고 팀워크가 깨지고 선수들이 제각각 따로 놀 정도로 조직력이 와해되고 말았다. 결국 90분 내내 조선민주주의인민공화국을 상대로 득점을 올리지 못했고 경기는 모든 이의 예상을 깨고 조선민주주의인민공화국의 1 : 0 승리로 돌아갔다. 결국 이탈리아는 1승 2패에 그치며 2개 대회 연속으로 조별리그에서 탈락하는 굴욕을 맛보았고 월드컵 역사상 최초로 아시아 팀에 패배한 팀이란 불명예까지 떠안고 말았다. 축구에 대한 자부심이 엄청나게 강한 이탈리아 축구팬들은 당연히 노발대발했고 파브리 감독과 선수들은 그런 성난 자국 팬들이 무서워 한밤 중에 공항도 제노바 크리스토포르 콜롬보 국제공항으로 바꾸어 몰래 귀국하려 했으나 이 역시 이탈리아 축구팬들이 눈치를 챘고, 결국 그 곳에서 파브리 감독과 선수들은 대로한 축구팬들로부터 썩은 토마토와 날달걀 세례를 받고 말았다. 그리고 파브리 감독은 즉시 경질당했고 1년간 근신 처분을 받는 굴욕까지 당했다.

## 사망
1995년 7월 8일, 이탈리아의 에밀리아로마냐 주의 카스텔 산 피에트로 테르메에서 사망했다. 그 때 그의 나이는 만 73세였다.